# Василевич Романна Володимирівна

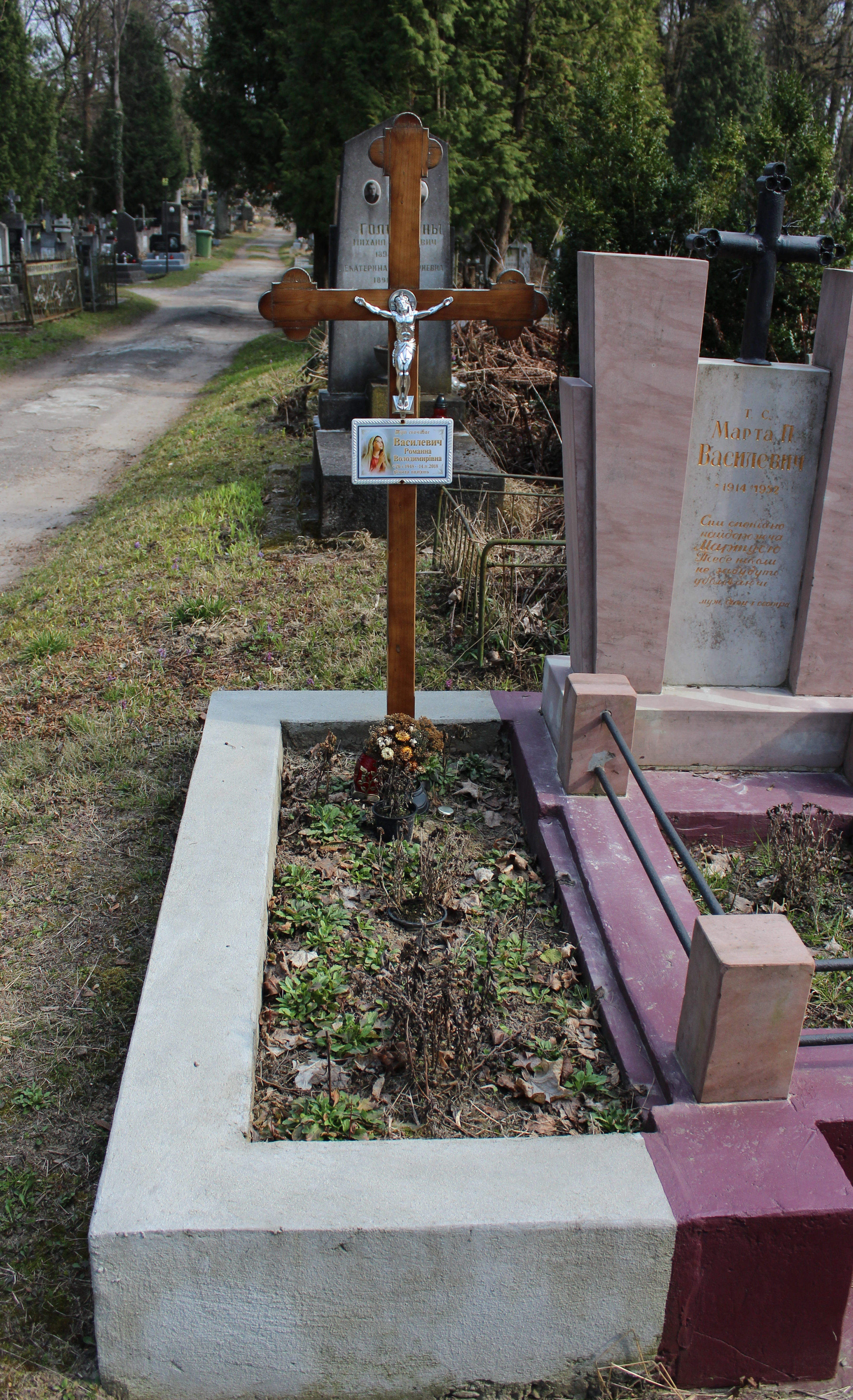
Могила Романни Василевич до встановлення надгробку

Василе́вич Рома́нна Володи́мирівна (26 травня 1948; м. Львів, УРСР— 14 квітня 2018, Міннеаполіс, США) — українська співачка (сопрано), бандуристка. Дочка Володимира Василевича, сестра Юрія Василевича. Заслужена артистка УРСР(1987). Лауреат Республіканської премії ім. М. Островського (1984). Популяризаторка українського мистецтва у діаспорі.

## Життєпис
Романна Василевич народилася 26 травня 1948 року в  місті Львів, у сім'ї українського хорового диригента та педагога Володимира Василевича. Навчалася у Київській музичній школи-інтернаті ім. М. Лисенка. 
Закінчив Львівську консерваторію (клас Василя Герасименко, 1971). У 1971—1973 роках — викладачка Чернівецького музичного училища, з 1974 — у складі Тріо бандуристок Львівської філармонії.
У репертуарі — «Балада про трьох героїв-синів» М. Колесси (сл. В. Вихруща), «Стежина в парку» А. Кос-Анатольського (сл. І. Франка), «Утоптала стежечку» Я. Степового (сл. Т. Шевченка), укр. нар. пісні. У складі тріо виступала в Канаді, Бельгії, Нідерландах, Іспанії, Польщі, Угорщині, Німеччині, Данії, Монголії, США (в тому числі і в залі ООН). Від 1998 живе у США, працює в українському бізнесі та продовжує виступати як солістка.
Від 2004 — ведуча культурно- музичних програми радіо «Україна» у штаті Міннесота; створила ансамбль бандуристів та організувала щорічний український фестиваль у Міннеаполісі. 
2006 року отримала контракт з театром «Guthre», де виступає як акторка та співачка-бандуристка. Має записи на українському радіо і ТБ США.
Померла 14 квітня 2018 року. Похована на 64 полі Личаківського цвинтаря.